# Suillia straeleni
Suillia straeleni är en tvåvingeart som först beskrevs av Collart 1946.  Suillia straeleni ingår i släktet Suillia och familjen myllflugor. Inga underarter finns listade i Catalogue of Life.